# Emil Riis Jakobsen
Emil Riis Jakobsen (Hobro, 24 giugno 1998) è un calciatore danese, attaccante del Bristol City

## Carriera

### Club
Cresciuto con Hobro e Randers, nel 2015 passa al Derby County. L'11 gennaio 2018 viene ceduto in prestito al VVV-Venlo; al termine della stagione, rimasto svincolato, fa ritorno al Randers, firmando un triennale con il club danese.
Dal 2020 al 2025 gioca nella seconda divisione inglese con il Preston N.E.; si trasferisce poi al Bristol City, club della medesima categoria.

### Nazionale
Ha giocato nelle nazionali giovanili danesi Under-16, Under-17, Under-19 ed Under-20.

## Statistiche

### Presenze e reti nei club
Statistiche aggiornate al 26 dicembre 2019.
| Stagione        | Squadra         | Campionato      | Campionato | Campionato | Coppe nazionali | Coppe nazionali | Coppe nazionali | Coppe continentali | Coppe continentali | Coppe continentali | Altre coppe | Altre coppe | Altre coppe | Totale | Totale |
| Stagione        | Squadra         | Comp            | Pres       | Reti       | Comp            | Pres            | Reti            | Comp               | Pres               | Reti               | Comp        | Pres        | Reti        | Pres   | Reti   |
| --------------- | --------------- | --------------- | ---------- | ---------- | --------------- | --------------- | --------------- | ------------------ | ------------------ | ------------------ | ----------- | ----------- | ----------- | ------ | ------ |
| gen.-giu. 2018  | VVV-Venlo       | E               | 3          | 0          | CO              | 0               | 0               | -                  | -                  | -                  | -           | -           | -           | 3      | 0      |
| 2018-2019       | Randers         | SL              | 25+5       | 4          | CD              | 2               | 1               | -                  | -                  | -                  | -           | -           | -           | 32     | 5      |
| 2019-2020       | Randers         | SL              | 19         | 4          | CD              | 3               | 2               | -                  | -                  | -                  | -           | -           | -           | 22     | 6      |
| Totale Randers  | Totale Randers  | Totale Randers  | 44+5       | 8          |                 | 5               | 3               |                    | -                  | -                  |             | -           | -           | 54     | 11     |
| Totale carriera | Totale carriera | Totale carriera | 47+5       | 8          |                 | 5               | 3               |                    | -                  | -                  |             | -           | -           | 57     | 11     |